# 로버트 빈센트 다니엘스
로버트 빈센트 "빌" 다니엘스(Robert Vincent "Bill" Daniels, 1926–2010)는 소련사를 전공으로 하는 미국의 역사가이자 교육자이다. '빌'(Bill)은 그의 친구들과 지인들 사이에서 그의 별명으로 통했던 이름이다.
소비에트 연방의 역사에 관한 두 개의 중요한 모노그래프로 평가되는 《혁명의 양심》(The Conscience of the Revolution, 1960)과 《붉은 10월》(Red October, 1967)의 저자로 잘 알려져 있으며, 널리 사용되는 일련의 러시아 역사 교과서의 저자이자 편집자로서 두 세대에 걸친 미국 대학생들의 사고 형성에 영향을 주었다.

## 생애

### 초기
1926년 1월 4일 매사추세츠 주 보스턴에서 미군 직업 장교인 로버트 W. 다니엘스(Robert W. Daniels)와 헬렌 홀트 다니엘스(Helen Hoyt Daniels)의 아들로 태어났다. 어린 시절 내내 다니엘스의 가족들은 자주 이사를 다녔지만 여름에는 반드시 부모가 좋아했고 또한 빈센트 본인의 조부모가 머물던 도시인 버몬트 주의 벌링턴으로 돌아오곤 하였다.
1943년 워싱턴 DC에 있는 세인트 앨번스 스쿨을 졸업한 다니엘스는 이듬해에 미국 해군에 입대하여 V-12 해군 대학 훈련 프로그램을 거쳐 USS Albany의 페이마스터로 임명되었다.
1945년 다니엘스는 앨리스 웬델(Alice Wendell)과 결혼했다. 부부는 60년 넘게 함께 지내며 두 딸과 두 아들을 두었다.
1946년 다니엘스는 magna cum laude로 경제학 학사 학위를 받았으며 나중에 하버드 대학의 당시 하버드 대학은 러시아 지역 연구 분야의 선구적인 학술 프로그램 중 하나를 통해 역사학을 전공하여 석사와 박사 학위도 취득하였다. 1924년까지 러시아 공산당에서 레온 트로츠키와 그레고리 지노비예프가 벌인 좌익 운동에 관한 다니엘스의 논문은 역사가 미하엘 카르포비치와 멀 파인소드가 지도하였다. :viii 다니엘스의 이 논문은 1960년에 《혁명의 양심》(The Conscience of the Revolution)으로 출판되기 위해 수정 및 증보를 거쳤다. :viii

### 교육 경력
다니엘스는 베닝턴 대학교에서 처음으로 교편을 잡았다. 그곳에서 그는 블루밍턴에 있는 인디애나 대학으로 옮겨 1956년 버몬트 대학(UVM)으로 돌아올 때까지 머물렀다. 다니엘스는 1988년 은퇴할 때까지 UVM에서 역사 교수로 재직했다.
Daniels는 1962년부터 1965년까지 버몬트 대학의 지역 및 국제 연구 프로그램의 첫 번째 책임자였다. 1964년부터 1969년까지 그는 UVM의 역사 부서장을 역임했다. 그는 또한 1969년부터 1971년까지 예술 및 과학 대학의 실험 프로그램 책임자였다.
다니엘스는 1988년 명예 교수직을 맡고 버몬트 대학교에서 은퇴했다.
소련 시대의 많은 역사가들의 경우와 마찬가지로 다니엘스는 1991년 공산주의 붕괴 이후 러시아의 발전 과정에 큰 관심을 갖게 되었고 이 주제에 관한 여러 권의 책을 저술했다. 그는 또한 Dissent 및 The Nation과 같은 자유주의 잡지에 러시아의 변화하는 상황에 대한 분석을 기고했다.
1992년 다니엘스는 미국의 러시아, 중부 및 동유럽 학자들의 주요 학회 인 미국 슬라브 연구 진흥 협회 (AAASS)의 회장으로 선출되었다. 그는 2001년 슬라브 연구 에 대한 뛰어난 공헌으로 AAASS 상을 공동 수상했다
2004년에 다니엘스는 버몬트 대학에서 명예 법학 박사 학위를 받았다. 버몬트 대학은 국제학 분야에서 뛰어난 공헌으로 로버트 V. 다니엘스 상(Robert V. Daniels Award)을 제정하였다.

### 정치 경력
다니엘스는 민주당에서 활동했다. 그는 1973년 민주당원으로 치헌던 군에서  버몬트 주 상원의원으로 선출되었고 이후 여러 번 재선되어 1982년까지 그 직책을 맡았다.

### 죽음과 유산
다니엘스는 2010년 3월 28일에 사망했다. 향년 84세.

## 업적
대학 학부생을 대상으로 한 페이퍼백 학술 교과서 시리즈의 저자이자 편집자로 가장 잘 알려져 있지만, 다니엘스는 1960년대의 10년 동안 두 가지 중요한 역사 저술을 발표했다.
《혁명의 양심: 소비에트 러시아의 반공산주의》에서 다니엘스는 러시아 사회민주노동당의 기원을 재검토하여 1929년의 집단화 운동 동안의 이오시프 스탈린에 의한 완전한 통제가 이루어졌음을 지적함으로써 볼셰비키 조직은 초기 다중적 성향의 조직으로 시작했다고 설명하였다. 다니엘스는 "이 운동(1929년의 집단화 운동) 기간 동안에 근본적인 변화가 일어나고 있었고, 현재의 공산주의 또한 환경 진화적 산물로 간주되어야 한다."라고 주장했다. :3 다니엘스의 그러한 견해는 소비에트 연방을 외부 세력의 개입 없이는 획일적이며 불변하는 상태로 존재하기만 하는 것으로 묘사하는 경향이 있던 당시 미국 사학계가 바라본 전체주의적 소련 공산주의의 모델과는 반대되는 입장이었다.
1967년 러시아 혁명 50주년 기념일에 출판된 《붉은 10월:1917년 볼셰비키 혁명》(Red October: The Bolshevik Revolution of 1917)에서 다니엘스는 다경향 볼셰비키 정당에 대한 자신의 비전으로 돌아왔다. 이 작업에서 다니엘스는 1917년 11월 봉기로 절정에 달했던 볼셰비키 지도부에 대한 레닌의 설득 과정과 혼란을 자세히 설명했다. 다니엘 자신이 언급했듯이 그의 책은 혁명가와 그 반대자들의 사회적 배경, 러시아 사회에 기여한 요인 또는 도시 중심에서 멀리 떨어진 제정 러시아 주변부에서 혁명의 본질은 무엇이었는가를 다루고 있다.
초기 볼셰비키 조직의 다경향적 성격에 대한 다니엘스의 강조는 전체주의 독재로 가는 내재적인 경로보다는 발전 가능한 여러 갈래의 경로를 제시하였고, 이는 스티븐 F 코헨(Stephen F. Cohen)과 같은 소장 정치사학자들의 등장과 1970년대와 1980년대 동안 소련 연구의 직업으로 표면화된 사회사학의 물결을 야기한다.

## 저서

### 논문
- "노조 임금 정책의 현재 개발." 하버드 대학교, AB Honors 논문, 1945.
- "러시아 공산당의 좌파 야당, 1924년까지." 하버드 대학교, Ph.D. 논문, 1950.

### 서적
- 혁명의 양심: 소비에트 러시아의 공산주의 반대파. 케임브리지, 매사추세츠: 하버드 대학교 출판부, 1960.
- 공산주의의 다큐멘터리 역사. (편집자. ) 뉴욕: 랜덤 하우스, 1960.
- 공산주의의 본질. 뉴욕: 랜덤 하우스, 1962.
- 러시아. Engelwood Cliffs, NJ: Prentice Hall, 1964.
- 공산주의 이해. 시러큐스, 뉴욕: LW Singer Co., 1964.
- 마르크스주의와 공산주의: 필수 독서. (편집자. ) 뉴욕: 랜덤 하우스, 1965.
- 스탈린 혁명: 공산주의의 실현인가 배신인가? (편집자. ) 보스턴: DC 히스, 1965.
- 역사 공부: 어떻게 그리고 왜 하는가. Engelwood Cliffs, NJ: Prentice Hall, 1966. - 한국에서는 세 차례에 걸쳐 각기 다른 출판사에서 다른 제목을 걸고 번역 출판되었다.
- 붉은 10월: 1917년 볼셰비키 혁명 . 뉴욕: Charles Scribner's Sons, 1967.
- 러시아 혁명. Engelwood Cliffs, NJ: Prentice Hall, 1972.
- 스탈린 혁명: 소비에트 전체주의의 기초 . 매사추세츠주 렉싱턴: DC 히스, 1972년.
- Fodor's Europe Talking: A Guide to 19 National Languages. 뉴욕: 데이비드 맥케이, 1975.
- CPSU 중앙위원회에서 직책 보유 및 엘리트 지위. 케임브리지, 매사추세츠: 하버드 대학교 출판부, 1976.
- 소비에트 정치의 역동성. Paul Cocks와 Nancy Whittier Heer와 함께. 케임브리지, 매사추세츠: 하버드 대학교 출판부, 1976.
- 러시아 사회주의의 군사화, 1902-1946. 워싱턴 DC: The Wilson Center, Kennan Institute for Advanced Russian Studies, 1985.
- 러시아: 대결의 뿌리. 케임브리지, 매사추세츠: 하버드 대학교 출판부, 1985.
- 공산주의와 세계. 런던: Tauris, 1985.
- 러시아는 개혁 가능한가? 스탈린에서 고르바초프까지의 변화와 저항. 볼더, CO: Westview Press, 1988.
- 영웅적 유격대의 해: 1968년 세계혁명과 반혁명. 뉴욕: 기본 도서, 1989.
- 스탈린 혁명: 전체주의 시대의 기초. 매사추세츠주 렉싱턴: DC Heath, 1990.
- 트로츠키, 스탈린, 그리고 사회주의. 볼더, CO: Westview Press, 1991.
- 버몬트 대학교: 처음 200년. NH 하노버: 버몬트 대학교, 1991.
- 공산주의 혁명의 끝. 런던: Routledge, 1993.
- 개혁에서 붕괴까지 소비에트 공산주의. 매사추세츠주 렉싱턴: DC Heath, 1995.
- 러시아의 변환: 무너지는 시스템의 스냅샷. Lanham, MD: Rowman &amp; Littlefield, 1997.
- 4차 혁명: 60년대부터 현재까지 미국 사회의 변화. 뉴욕: Routledge, 2006.
- 러시아 공산주의의 흥망성쇠. New Haven, CT: Yale University Press, 2007. 러시아어로 2011.

'참고:' 이 책 중 일부는 스페인어, 독일어, 일본어, 한국어 및 카탈루냐어와 같은 다른 언어로 번역되었습니다.

## 추가 자료
- "John Dewey가 Robert V. Daniels에게 보낸 편지, 1946-1950," Journal of the History of Ideas, vol. 20, 아니. 4(10월. -12월 1959), pp. 569–576.
- 호프만, 에릭, P. 2011. "Robert V. Daniels," PS: Political Science & Politics, Volume 44, No. 1, pp 156 – 160.